# Kate Ashfield
Kate Ashfield (født 28. maj 1972) er en engelsk skuespillerinde, der har optrådt i scene-, tv- og filmroller, mest berømt i sin rolle som Liz i zombiekomedien Shaun of the Dead fra 2004 . Hun er medforfatter til tv-serien Born to Kill fra 2017.